# Spierrekkingsreflex
Een spierrekkingsreflex is een reflex waarbij een spier reageert op een plotselinge verlenging met een contractiebeweging. Dit proces verloopt via sensoren in de spier of in de pees die de verlenging waarnemen, over een zenuw die het signaal doorgeeft naar het ruggenmerg, waarna al in het ruggenmerg zonder tussenkomst van de hersenen het bevel tot corrigerende contractie wordt gegeven in de motorische voorhoorncel. Dit signaal wordt dan weer via een motorische zenuw naar de spier geleid. Bekende spierrekkingsreflexen zijn de kniepeesreflex, de achillespeesreflex, de bicepspeesreflex, Hoffman-Trömnerreflex (vingerflexiereflex) en de masseterreflex. Deze worden meestal opgewekt met een reflexhamer, een zwaar niet-scherp voorwerp.